# Pristomerus yoshiyasui
Pristomerus yoshiyasui är en stekelart som beskrevs av Kusigemati 1990. Pristomerus yoshiyasui ingår i släktet Pristomerus och familjen brokparasitsteklar. Inga underarter finns listade i Catalogue of Life.